# Regola di Rensch
La regola di Rensch è una legge allometrica che riguarda la relazione tra l'estensione del dimorfismo sessuale di dimensione (in inglese sexual size dimorphism, SSD) e quale sesso abbia dimensione maggiore. All'interno di una stessa specie e di una discendenza, il dimorfismo di dimensione aumenta al crescere della dimensione corporea quando il maschio è l'esemplare più grande e diminuisce al crescere della dimensione corporea media quando la femmina è l'esemplare più grande.
Esempi di discendenze filogenetiche che sembrano seguire questa regola sono i Primati, i Pinnipedi e gli Artiodattili.   
Questa regola fu proposta nel 1950 da Bernhard Rensch.
L'uomo si colloca in una fascia abbastanza contenuta di differenza tra maschio e femmina: in media circa il 7% a favore del primo. Grazie a studi consolidati, possiamo oggi sostenere che, per i mammiferi, un grande dimorfismo sessuale comporta un alto grado di poliginìa e uno scarso investimento parentale dei padri nell'allevamento della prole. Ciò è un fattore naturalistico fondamentale per determinare gli assetti sociali della specie.